# CART World Series 1994
CART World Series 1994 vanns av Al Unser Jr., som tog sin andra mästartitel.

## Deltävlingar
| Bana             | Vinnare            | Team                  | Rapport |
| ---------------- | ------------------ | --------------------- | ------- |
| Surfers Paradise | Michael Andretti   | Chip Ganassi Racing   | *       |
| Phoenix          | Emerson Fittipaldi | Marlboro Team Penske  | *       |
| Long Beach       | Al Unser Jr.       | Marlboro Team Penske  | *       |
| Indianapolis 500 | Al Unser Jr.       | Marlboro Team Penske  | *       |
| Milwaukee        | Al Unser Jr.       | Marlboro Team Penske  | *       |
| Detroit          | Paul Tracy         | Marlboro Team Penske  | *       |
| Portland         | Al Unser Jr.       | Marlboro Team Penske  | *       |
| Cleveland        | Al Unser Jr.       | Marlboro Team Penske  | *       |
| Toronto          | Michael Andretti   | Chip Ganassi Racing   | *       |
| Michigan 500     | Scott Goodyear     | Budweiser King Racing | *       |
| Mid-Ohio         | Al Unser Jr.       | Marlboro Team Penske  | *       |
| New Hampshire    | Al Unser Jr.       | Marlboro Team Penske  | *       |
| Vancouver        | Al Unser Jr.       | Marlboro Team Penske  | *       |
| Road America     | Jacques Villeneuve | Forsythe-Green Racing | *       |
| Nazareth         | Paul Tracy         | Marlboro Team Penske  | *       |
| Laguna Seca      | Paul Tracy         | Marlboro Team Penske  | *       |

### Surfers Paradise
| Plats | Förare             | Team                     |
| ----- | ------------------ | ------------------------ |
| 1     | Michael Andretti   | Chip Ganassi Racing      |
| 2     | Emerson Fittipaldi | Marlboro Team Penske     |
| 3     | Mario Andretti     | Newman/Haas Racing       |
| 4     | Jimmy Vasser       | Hayhoe Racing            |
| 5     | Stefan Johansson   | Bettenhausen Motorsports |
| 6     | Maurício Gugelmin  | Chip Ganassi Racing      |
| 7     | Teo Fabi           | Jim Hall Racing          |
| 8     | Mike Groff         | Rahal-Hogan Racing       |
| 9     | Nigel Mansell      | Newman/Haas Racing       |
| 10    | Scott Goodyear     | Budweiser King Racing    |

### Phoenix
| Plats | Förare             | Team                     |
| ----- | ------------------ | ------------------------ |
| 1     | Emerson Fittipaldi | Marlboro Team Penske     |
| 2     | Al Unser Jr.       | Marlboro Team Penske     |
| 3     | Nigel Mansell      | Newman/Haas Racing       |
| 4     | Stefan Johansson   | Bettenhausen Motorsports |
| 5     | Jimmy Vasser       | Hayhoe Racing            |
| 6     | Mike Groff         | Rahal-Hogan Racing       |
| 7     | Robby Gordon       | Walker Racing            |
| 8     | Raul Boesel        | Dick Simon Racing        |
| 9     | Scott Sharp        | PacWest Racing           |
| 10    | Adrián Fernández   | Galles Racing            |

### Long Beach
| Plats | Förare            | Team                     |
| ----- | ----------------- | ------------------------ |
| 1     | Al Unser Jr.      | Marlboro Team Penske     |
| 2     | Nigel Mansell     | Newman/Haas Racing       |
| 3     | Robby Gordon      | Walker Racing            |
| 4     | Raul Boesel       | Dick Simon Racing        |
| 5     | Mario Andretti    | Newman/Haas Racing       |
| 6     | Michael Andretti  | Chip Ganassi Racing      |
| 7     | Maurício Gugelmin | Chip Ganassi Racing      |
| 8     | Adrián Fernández  | Galles Racing            |
| 9     | Teo Fabi          | Jim Hall Racing          |
| 10    | Stefan Johansson  | Bettenhausen Motorsports |

### Indianapolis 500
| Plats | Förare             | Team                  |
| ----- | ------------------ | --------------------- |
| 1     | Al Unser Jr.       | Marlboro Team Penske  |
| 2     | Jacques Villeneuve | Forsythe-Green Racing |
| 3     | Bobby Rahal        | Rahal-Hogan Racing    |
| 4     | Jimmy Vasser       | Hayhoe Racing         |
| 5     | Robby Gordon       | Walker Racing         |
| 6     | Michael Andretti   | Chip Ganassi Racing   |
| 7     | Teo Fabi           | Jim Hall Racing       |
| 8     | Eddie Cheever      | Team Menard           |
| 9     | Bryan Herta        | A.J. Foyt Enterprises |
| 10    | John Andretti      | A.J. Foyt Enterprises |

### Milwaukee
| Plats | Förare             | Team                  |
| ----- | ------------------ | --------------------- |
| 1     | Al Unser Jr.       | Marlboro Team Penske  |
| 2     | Emerson Fittipaldi | Marlboro Team Penske  |
| 3     | Paul Tracy         | Marlboro Team Penske  |
| 4     | Michael Andretti   | Chip Ganassi Racing   |
| 5     | Nigel Mansell      | Newman/Haas Racing    |
| 6     | Robby Gordon       | Walker Racing         |
| 7     | Bobby Rahal        | Rahal-Hogan Racing    |
| 8     | Raul Boesel        | Dick Simon Racing     |
| 9     | Jacques Villeneuve | Forsythe-Green Racing |
| 10    | Bryan Herta        | A.J. Foyt Enterprises |

### Detroit
| Plats | Förare             | Team                  |
| ----- | ------------------ | --------------------- |
| 1     | Paul Tracy         | Marlboro Team Penske  |
| 2     | Emerson Fittipaldi | Marlboro Team Penske  |
| 3     | Robby Gordon       | Walker Racing         |
| 4     | Teo Fabi           | Jim Hall Racing       |
| 5     | Michael Andretti   | Chip Ganassi Racing   |
| 6     | Bobby Rahal        | Rahal-Hogan Racing    |
| 7     | Jacques Villeneuve | Forsythe-Green Racing |
| 8     | Maurício Gugelmin  | Chip Ganassi Racing   |
| 9     | Bryan Herta        | A.J. Foyt Enterprises |
| 10    | Al Unser Jr.       | Marlboro Team Penske  |

### Portland
| Plats | Förare              | Team                     |
| ----- | ------------------- | ------------------------ |
| 1     | Al Unser Jr.        | Marlboro Team Penske     |
| 2     | Emerson Fittipaldi  | Marlboro Team Penske     |
| 3     | Paul Tracy          | Marlboro Team Penske     |
| 4     | Robby Gordon        | Walker Racing            |
| 5     | Nigel Mansell       | Newman/Haas Racing       |
| 6     | Jacques Villeneuve  | Forsythe-Green Racing    |
| 7     | Alessandro Zampedri | Dale Coyne Racing        |
| 8     | Stefan Johansson    | Bettenhausen Motorsports |
| 9     | Mario Andretti      | Newman/Haas Racing       |
| 10    | Adrián Fernández    | Galles Racing            |

### Cleveland
| Plats | Förare              | Team                     |
| ----- | ------------------- | ------------------------ |
| 1     | Al Unser Jr.        | Marlboro Team Penske     |
| 2     | Nigel Mansell       | Newman/Haas Racing       |
| 3     | Paul Tracy          | Marlboro Team Penske     |
| 4     | Jacques Villeneuve  | Forsythe-Green Racing    |
| 5     | Stefan Johansson    | Bettenhausen Motorsports |
| 6     | Raul Boesel         | Dick Simon Racing        |
| 7     | Adrián Fernández    | Galles Racing            |
| 8     | Maurício Gugelmin   | Chip Ganassi Racing      |
| 9     | Teo Fabi            | Jim Hall Racing          |
| 10    | Alessandro Zampedri | Dale Coyne Racing        |

### Toronto
| Plats | Förare             | Team                  |
| ----- | ------------------ | --------------------- |
| 1     | Michael Andretti   | Chip Ganassi Racing   |
| 2     | Bobby Rahal        | Rahal-Hogan Racing    |
| 3     | Emerson Fittipaldi | Marlboro Team Penske  |
| 4     | Mario Andretti     | Newman/Haas Racing    |
| 5     | Paul Tracy         | Marlboro Team Penske  |
| 6     | Robby Gordon       | Walker Racing         |
| 7     | Andrea Montermini  | Budweiser King Racing |
| 8     | Teo Fabi           | Jim Hall Racing       |
| 9     | Jacques Villeneuve | Forsythe-Green Racing |
| 10    | Scott Goodyear     | Budweiser King Racing |

### Michigan 500
| Plats | Förare          | Team                  |
| ----- | --------------- | --------------------- |
| 1     | Scott Goodyear  | Budweiser King Racing |
| 2     | Arie Luyendyk   | Indy Regency Racing   |
| 3     | Dominic Dobson  | PacWest Racing        |
| 4     | Teo Fabi        | Jim Hall Racing       |
| 5     | Mark Smith      | Walker Racing         |
| 6     | Hiro Matsushita | Dick Simon Racing     |
| 7     | Willy T. Ribbs  | Walker Racing         |

### Mid-Ohio
| Plats | Förare             | Team                  |
| ----- | ------------------ | --------------------- |
| 1     | Al Unser Jr.       | Marlboro Team Penske  |
| 2     | Paul Tracy         | Marlboro Team Penske  |
| 3     | Emerson Fittipaldi | Marlboro Team Penske  |
| 4     | Robby Gordon       | Walker Racing         |
| 5     | Michael Andretti   | Chip Ganassi Racing   |
| 6     | Adrián Fernández   | Galles Racing         |
| 7     | Nigel Mansell      | Newman/Haas Racing    |
| 8     | Raul Boesel        | Dick Simon Racing     |
| 9     | Jacques Villeneuve | Forsythe-Green Racing |
| 10    | Mario Andretti     | Newman/Haas Racing    |

### New Hampshire
| Plats | Förare             | Team                 |
| ----- | ------------------ | -------------------- |
| 1     | Al Unser Jr.       | Marlboro Team Penske |
| 2     | Paul Tracy         | Marlboro Team Penske |
| 3     | Emerson Fittipaldi | Marlboro Team Penske |
| 4     | Raul Boesel        | Dick Simon Racing    |
| 5     | Michael Andretti   | Chip Ganassi Racing  |
| 6     | Dominic Dobson     | PacWest Racing       |
| 7     | Jimmy Vasser       | Hayhoe Racing        |
| 8     | Adrián Fernández   | Galles Racing        |
| 9     | Bobby Rahal        | Rahal-Hogan Racing   |
| 10    | Willy T. Ribbs     | Walker Racing        |

### Vancouver
| Plats | Förare             | Team                  |
| ----- | ------------------ | --------------------- |
| 1     | Al Unser Jr.       | Marlboro Team Penske  |
| 2     | Robby Gordon       | Walker Racing         |
| 3     | Michael Andretti   | Chip Ganassi Racing   |
| 4     | Scott Goodyear     | Budweiser King Racing |
| 5     | Maurício Gugelmin  | Chip Ganassi Racing   |
| 6     | Arie Luyendyk      | Indy Regency Racing   |
| 7     | Bobby Rahal        | Rahal-Hogan Racing    |
| 8     | Mark Smith         | Walker Racing         |
| 9     | Emerson Fittipaldi | Marlboro Team Penske  |
| 10    | Nigel Mansell      | Newman/Haas Racing    |

### Road America
| Plats | Förare             | Team                     |
| ----- | ------------------ | ------------------------ |
| 1     | Jacques Villeneuve | Forsythe-Green Racing    |
| 2     | Al Unser Jr.       | Marlboro Team Penske     |
| 3     | Emerson Fittipaldi | Marlboro Team Penske     |
| 4     | Teo Fabi           | Jim Hall Racing          |
| 5     | Adrián Fernández   | Galles Racing            |
| 6     | Raul Boesel        | Dick Simon Racing        |
| 7     | Scott Goodyear     | Budweiser King Racing    |
| 8     | Stefan Johansson   | Bettenhausen Motorsports |
| 9     | Bobby Rahal        | Rahal-Hogan Racing       |
| 10    | Scott Sharp        | PacWest Racing           |

### Nazareth
| Plats | Förare             | Team                     |
| ----- | ------------------ | ------------------------ |
| 1     | Paul Tracy         | Marlboro Team Penske     |
| 2     | Al Unser Jr.       | Marlboro Team Penske     |
| 3     | Emerson Fittipaldi | Marlboro Team Penske     |
| 4     | Raul Boesel        | Dick Simon Racing        |
| 5     | Stefan Johansson   | Bettenhausen Motorsports |
| 6     | Teo Fabi           | Jim Hall Racing          |
| 7     | Jacques Villeneuve | Forsythe-Green Racing    |
| 8     | Scott Goodyear     | Budweiser King Racing    |
| 9     | Michael Andretti   | Chip Ganassi Racing      |
| 10    | Maurício Gugelmin  | Chip Ganassi Racing      |

### Laguna Seca
| Plats | Förare             | Team                  |
| ----- | ------------------ | --------------------- |
| 1     | Paul Tracy         | Marlboro Team Penske  |
| 2     | Raul Boesel        | Dick Simon Racing     |
| 3     | Jacques Villeneuve | Forsythe-Green Racing |
| 4     | Emerson Fittipaldi | Marlboro Team Penske  |
| 5     | Teo Fabi           | Jim Hall Racing       |
| 6     | Arie Luyendyk      | Indy Regency Racing   |
| 7     | Adrián Fernández   | Galles Racing         |
| 8     | Nigel Mansell      | Newman/Haas Racing    |
| 9     | Andrea Montermini  | Budweiser King Racing |
| 10    | Dominic Dobson     | PacWest Racing        |

## Slutställning
| Plats | Förare             | Team                     | Poäng |
| ----- | ------------------ | ------------------------ | ----- |
| 1     | Al Unser Jr.       | Marlboro Team Penske     | 225   |
| 2     | Emerson Fittipaldi | Marlboro Team Penske     | 178   |
| 3     | Paul Tracy         | Marlboro Team Penske     | 152   |
| 4     | Michael Andretti   | Chip Ganassi Racing      | 118   |
| 5     | Robby Gordon       | Walker Racing            | 104   |
| 6     | Jacques Villeneuve | Forsythe-Green Racing    | 94    |
| 7     | Raul Boesel        | Dick Simon Racing        | 90    |
| 8     | Nigel Mansell      | Newman/Haas Racing       | 88    |
| 9     | Teo Fabi           | Jim Hall Racing          | 79    |
| 10    | Bobby Rahal        | Rahal-Hogan Racing       | 59    |
| 11    | Stefan Johansson   | Bettenhausen Motorsports | 57    |
| 12    | Scott Goodyear     | Budweiser King Racing    | 55    |
| 13    | Adrián Fernández   | Galles Racing            | 46    |
| 14    | Mario Andretti     | Newman/Haas Racing       | 45    |
| 15    | Jimmy Vasser       | Hayhoe Racing            | 42    |
| 16    | Maurício Gugelmin  | Chip Ganassi Racing      | 39    |
| 17    | Arie Luyendyk      | Indy Regency Racing      | 34    |
| 18    | Dominic Dobson     | PacWest Racing           | 30    |
| 19    | Mike Groff         | Rahal-Hogan Racing       | 17    |
| 20    | Mark Smith         | Walker Racing            | 17    |
| 21    | Scott Sharp        | PacWest Racing           | 14    |
| 22    | Willy T. Ribbs     | Walker Racing            | 12    |
| 23    | Bryan Herta        | A.J. Foyt Enterprises    | 11    |
| 24    | Andrea Montermini  | Budweiser King Racing    | 10    |